# Liste des compétitions internationales des joueurs de la LNH
La liste suivante concerne la participation des joueurs de hockey sur glace de la Ligue nationale de hockey aux compétitions d'envergure internationale, à l'exception de la seconde série du siècle : en effet, lors de la série, de 1974 les joueurs sélectionnés pour représenter le hockey de l'Amérique du Nord étaient issus de la ligue concurrente de la LNH : l'Association mondiale de hockey.

## Séries du siècle
Lors de la Série du siècle 1972, l'équipe du Canada était uniquement constituée de joueurs de la LNH. L'équipe avait alors pris de haut les Soviétiques pour finalement gagner de justesse la série lors du huitième et dernier match à Moscou.
Deux ans plus tard, lors de la Série du siècle de 1974, l'équipe du Canada est uniquement composée de joueurs de l'Association mondiale de hockey et non de joueurs de la LNH.

## Super Séries
Les Super Séries étaient des matchs d'exhibition entre les équipes de l'Union soviétique et celles de la Ligue nationale de hockey qui eurent lieu sur les patinoires des équipes d'Amérique du Nord de 1976 à 1991. Les équipes de l'Union soviétique étaient généralement des équipes de la ligue de hockey soviétique. Une exception eu lieu en 1983, lorsque l'équipe nationale représenta l'Union soviétique. Les équipes de l'Union soviétique remportèrent 14 séries contre 2 séries nulles et 2 victoires pour les équipes de la LNH.
La liste suivante présente les équipes soviétiques concernées et les résultats des séries, année par année.
| Année | 1re équipe        | 2e équipe           | V | D | N |
| ----- | ----------------- | ------------------- | - | - | - |
| 1976  | HK CSKA Moscou    | LNH                 | 2 | 1 | 1 |
| 1976  | Krylia Sovetov    | LNH                 | 3 | 1 | 0 |
| 1978  | HK Spartak Moscou | LNH                 | 3 | 2 | 0 |
| 1979  | Krylia Sovetov    | LNH                 | 2 | 1 | 1 |
| 1980  | HK Dinamo Moscou  | LNH                 | 2 | 1 | 1 |
| 1980  | HK CSKA Moscou    | LNH                 | 3 | 2 | 0 |
| 1983  | URSS              | LNH                 | 4 | 2 | 0 |
| 1986  | HK CSKA Moscou    | LNH                 | 5 | 1 | 0 |
| 1986  | HK Dinamo Moscou  | LNH                 | 2 | 1 | 1 |
| 1989  | HK CSKA Moscou    | LNH                 | 4 | 2 | 1 |
| 1989  | LNH               | Dinamo Riga         | 4 | 2 | 1 |
| 1990  | LNH               | Khimik Voskressensk | 3 | 3 | 0 |
| 1990  | LNH               | Krylia Sovetov      | 3 | 1 | 1 |
| 1990  | HK CSKA Moscou    | LNH                 | 4 | 1 | 0 |
| 1990  | HK Dinamo Moscou  | LNH                 | 3 | 2 | 0 |
| 1991  | LNH               | Khimik Voskressensk | 3 | 3 | 1 |
| 1991  | HK CSKA Moscou    | LNH                 | 6 | 1 | 0 |
| 1991  | HK Dinamo Moscou  | LNH                 | 3 | 2 | 2 |

## Coupe Canada
Le championnat de la Coupe Canada était la compétition internationale majeure pour les joueurs de la LNH avant l'arrivée du championnat de la Coupe du monde.
| Année | Vainqueur | Finaliste       |
| ----- | --------- | --------------- |
| 1976  | Canada    | Tchécoslovaquie |
| 1981  | URSS      | Canada          |
| 1984  | Canada    | Suède           |
| 1987  | Canada    | URSS            |
| 1991  | Canada    | États-Unis      |

## 1979 Challenge Cup
Le Challenge Cup de 1979 fut une série de matchs entre une sélection de l'URSS et une sélection de la LNH. Trois matchs eurent lieu au Madison Square Garden avec la victoire de la LNH lors du premier match et par la suite, la victoire des Soviétiques pour les deux matchs suivants, avec notamment un blanchissage six à zéro lors du dernier match.

## Rendez-Vous 1987
Lors du Rendez-Vous '87, deux matchs furent disputés entre l'URSS et les meilleurs joueurs de la Ligue nationale de hockey dans la ville de Québec, au Canada, en remplacement pour l'Amérique du Nord de la confrontation annuelle du Match des étoiles de la LNH. Ces matchs furent considérées comme n'ayant pas pu départager clairement un vainqueur par les Canadiens, et cela même si l'URSS compta un but de plus que l'équipe de la LNH.
| Match | Date            | Score        | Spectateurs      |
| ----- | --------------- | ------------ | ---------------- |
| 1     | 11 février 1987 | LNH 4-3 URSS | 15 398 personnes |
| 2     | 13 février 1987 | LNH 3-5 URSS | 15 395 personnes |

## Challenge LNH

### Challenge 2000
En 2000, les Canucks de Vancouver ont disputé une série de 2 matchs en Suède face à deux équipes locales qui évoluent dans la Elitserien: MODO et Djurgårdens IF. Les Canucks remportent les deux parties. 
| Date         | Ville     | Équipe               | Équipe         | Score     |
| ------------ | --------- | -------------------- | -------------- | --------- |
| 13 septembre | Stockholm | Canucks de Vancouver | MODO           | 5–2       |
| 15 septembre | Stockholm | Canucks de Vancouver | Djurgårdens IF | 2–1 (Pr.) |

### Challenge 2001
En 2001, l'Avalanche du Colorado a disputé 1 seul match en Suède contre le Brynäs IF. L'Avalanche gagne la partie. Deux autres rencontres étaient aussi prévues face à Djurgårdens IF et Jokerit, mais ont été annulées en raison des attentats terroristes du 11 septembre 2001. 
| Date         | Ville     | Équipe                | Équipe    | Score |
| ------------ | --------- | --------------------- | --------- | ----- |
| 16 septembre | Stockholm | Avalanche du Colorado | Brynäs IF | 5-3   |

### Challenge 2003
En 2003, les Maple Leafs de Toronto ont disputé une série de 3 rencontres en Finlande et en Suède face à la formation finlandaise de Jokerit et aux équipes suédoises de Djurgårdens IF et de Färjestad BK. Toronto gagne tous les matchs. 
| Date         | Ville     | Équipe                 | Équipe         | Score |
| ------------ | --------- | ---------------------- | -------------- | ----- |
| 16 septembre | Helsinki  | Maple Leafs de Toronto | Jokerit        | 5-3   |
| 18 septembre | Stockholm | Maple Leafs de Toronto | Djurgårdens IF | 9-2   |
| 19 septembre | Stockholm | Maple Leafs de Toronto | Färjestad BK   | 3-0   |

## Coupe Victoria
| Date              | Ville  | Équipe              | Équipe                  | Score |
| ----------------- | ------ | ------------------- | ----------------------- | ----- |
| 1er octobre 2008  | Berne  | Rangers de New York | Metallourg Magnitogorsk | 4-3   |
| 29 septembre 2009 | Zurich | ZSC Lions           | Blackhawks de Chicago   | 2-1   |

## Coupe du monde de hockey
En 1996, la Coupe du monde de hockey remplace le championnat de la Coupe Canada.
| Année | Vainqueur  | Finaliste |
| ----- | ---------- | --------- |
| 1996  | États-Unis | Canada    |
| 2004  | Canada     | Finlande  |
| 2016  | Canada     | Europe    |

## Jeux olympiques
En 1998, 2002, 2006, 2010 et 2014, la Ligue nationale de hockey accorde aux joueurs une pause durant la saison régulière afin qu'ils puissent participer aux Jeux olympiques d'hiver. 
| Année | Or       | Argent     | Bronze   |
| ----- | -------- | ---------- | -------- |
| 1998  | Tchéquie | Russie     | Finlande |
| 2002  | Canada   | États-Unis | Russie   |
| 2006  | Suède    | Finlande   | Tchéquie |
| 2010  | Canada   | États-Unis | Finlande |
| 2014  | Canada   | Suède      | Finlande |

## Championnat du monde
Depuis 1977, il n'y a plus de limites au nombre de joueurs de la Ligue nationale de hockey qu'un pays peut inclure dans son effectif au championnat du monde de hockey sur glace géré par la Fédération internationale de hockey sur glace. Cela dit, étant donné que le tournoi est généralement disputé durant les séries éliminatoires de la Coupe Stanley, certains joueurs de la LNH ne peuvent pas participer. En raison du lockout déclenché au cours de la saison 2004-2005 de la LNH, tous les joueurs furent disponibles pour participer à l'édition 2005. Néanmoins, plusieurs joueurs ne participèrent pas à la compétition parce qu'ils n'avaient pas joué une saison complète et n'étaient donc pas en bonne condition physique. 
Nota : Les résultats présentés ici ne sont que partiels, la compétition existant depuis 1920. Pour connaître les résultats précédents, le lecteur pourra consulter la page générale du championnat du monde de hockey sur glace.
| Année | Or       | Argent    | Bronze     |
| ----- | -------- | --------- | ---------- |
| 2005  | Tchéquie | Canada    | Russie     |
| 2006  | Suède    | Tchéquie  | Finlande   |
| 2007  | Canada   | Finlande  | Russie     |
| 2008  | Russie   | Canada    | Finlande   |
| 2009  | Russie   | Canada    | Suède      |
| 2010  | Tchéquie | Russie    | Suède      |
| 2011  | Finlande | Suède     | Tchéquie   |
| 2012  | Russie   | Slovaquie | Tchéquie   |
| 2013  | Suède    | Suisse    | États-Unis |
| 2014  | Russie   | Finlande  | Suède      |
| 2015  | Canada   | Russie    | États-Unis |
| 2016  | Canada   | Finlande  | Russie     |